# Distensión (diplomacia)
En diplomacia, el término distensión indica un periodo de tregua en un enfrentamiento entre estados, pero en el cual los conflictos todavía no han sido resueltos. La tregua obtenida, por tanto, es de carácter temporal. Ninguno de los dos estados ha llegado a un acuerdo, ni tampoco asegura que las relaciones no volverán a empeorar.
Este término adquirió gran importancia en conflictos como La Guerra Fría en las fases menos tensas. Se conoce generalmente con el término francés de "détente, que significa "aflojamiento" o "aligeramiento".